# Girlitz
Der Girlitz (Serinus serinus) ist die kleinste europäische Art aus der Familie der Finken (Fringillidae) und ist nahe mit dem Kanarengirlitz verwandt. Sein etwas hektisch wirkender und klirrender Ruf „zr-r-rilitt“ hat dem Vogel den Namen gegeben. Die leicht stereotypen und mehrfach hintereinander wiederkehrenden, zyklischen Gesangsstrophen des Girlitzes sind unter den Stieglitzartigen (Carduelinae) ungewöhnlich. Der Girlitz besiedelt Nordafrika, Kontinentaleuropa und Kleinasien. Seine Nahrung setzt sich hauptsächlich aus Knospen und Samen zusammen. Die Art gilt derzeit als nicht gefährdet. BirdLife Österreich kürte den Girlitz zum Vogel des Jahres 2021.

## Beschreibung
Der Girlitz ist wie alle Vertreter der Gattung von rundlicher Gestalt mit kurzem Hals. Kennzeichnend sind ein stumpfer Kegelschnabel und ein leuchtend gelber Bürzel. Der Schwanz ist etwas länger und weniger tief gegabelt als bei Zeisigen. Die mittleren Steuerfedern sind einheitlich dunkel, die Füße rötlich bis dunkelbraun, die Iris der Augen braun. Girlitze weisen eine Körperlänge von gut 11 Zentimetern und eine Flügelspannweite von gut 20 Zentimetern auf. Das Körpergewicht liegt bei 11–13 Gramm.

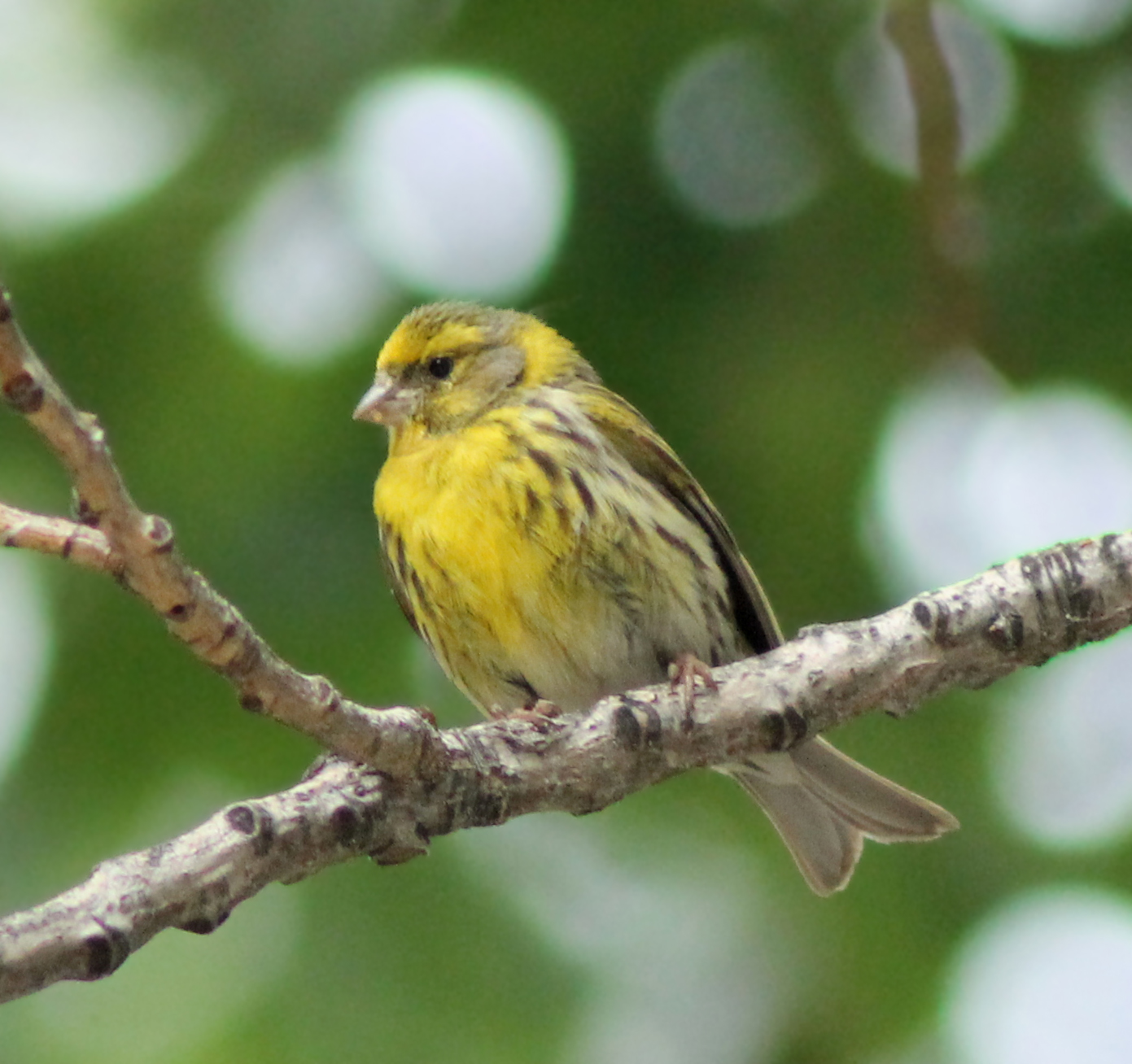
Männchen

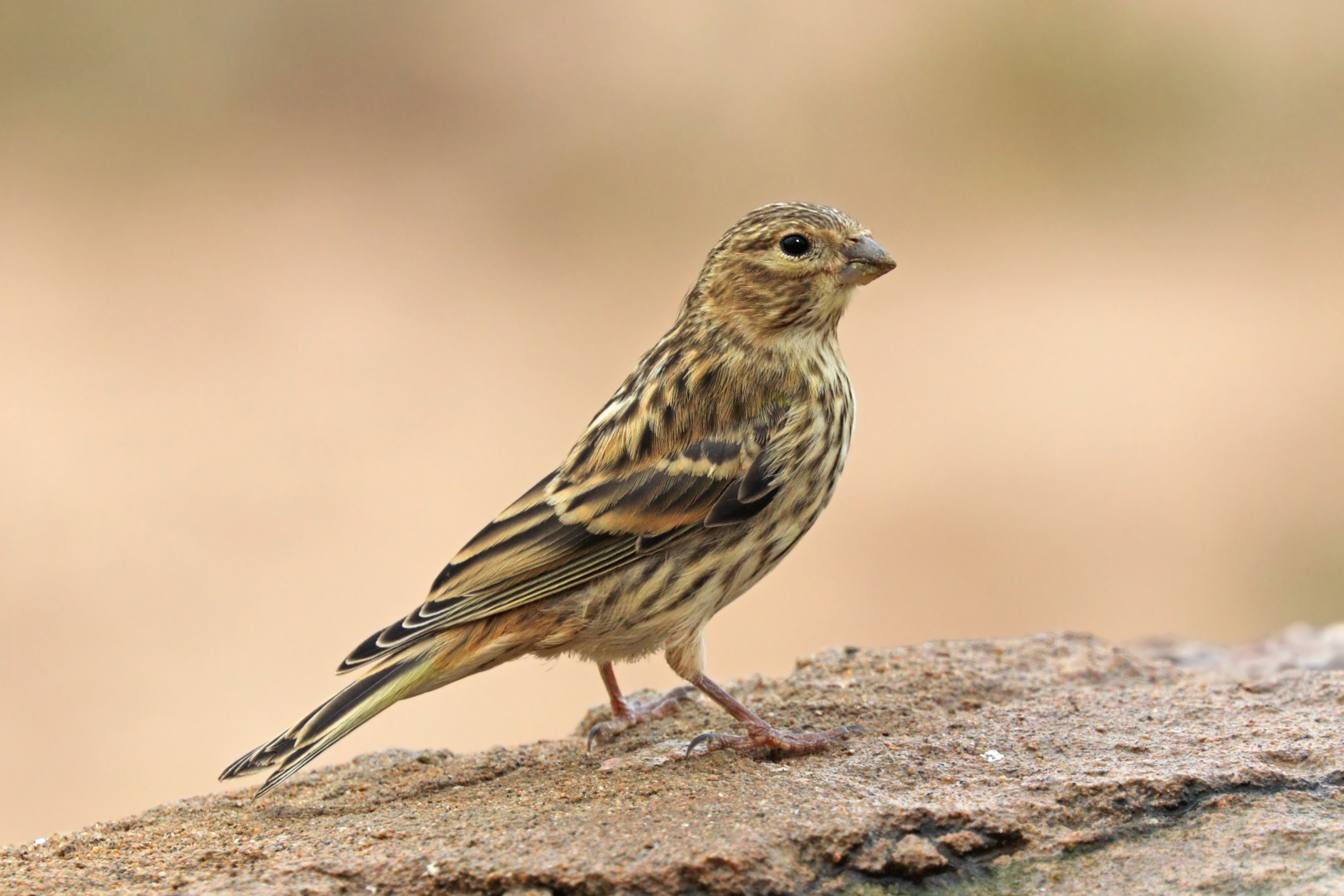
Weibchen

Der Girlitz weist einen Geschlechtsdimorphismus auf. Das Männchen trägt ein gelbes, mehr oder weniger intensiv gestreiftes Gefieder. Die Stirn, die Kehle und die Brustmitte sind ungestreift gelb, direkt nach der Jugendmauser im Herbst jedoch durch dunklere Federsäume verdeckt. Am Scheitel finden sich undeutliche schwärzliche Schaftstreifen und gelblichgrüne Säume. An den Ohrdecken kann er durch ein schmales, gelbes Nackenseitenband begrenzt sein. Der grob schwarz längsgestreifte Rücken weist an den seitlichen Federrändern meist eine gelbliche Färbung auf. Der lebhaft gelbe Bürzel zeigt auf den vorderen Federn einzelne schmale, scharf abgesetzte Schaftstriche und eine zwischen die graue Federbasis und den gelben Spitzenabschnitt eingeschaltete weiße Querbinde. Der zu einem Drittel graue Schwanz weist im Rest eine gelblichgrüne mit braunem Schaftbereich und grauem Spitzensaum versehene Färbung auf. Die gelben Brustseiten sind nach hinten zunehmend blasser gefärbt; die gelblichweißen Flanken sind durch schwärzliche Schaftstriche gekennzeichnet. Der Bauch ist weißlich. Die fahlen Unterschwanzdecken sind grünlichgelb oder weißlich mit grünlichgelbem Anflug. Die braunen Steuerfedern weisen einen schmalen gelbgrünen Außen- und hellbeigen Innenfahnen- und Spitzensaum auf, die Schwung- und Deckfedern sind an der Flügeloberseite braun. Während die Handschwingen einen schmalen grünen, teilweise beigen Außenfahnensaum aufweisen, zeigen die Armschwingen einen grünlichbeigen Außenfahnen- und Spitzensaum. Die Handdecken und alle großen Armdecken sind (gelb)grünlichbeige gefärbt; die Innenfahne an der Spitze ist (gelb)grünlichbeige. Die mittleren Arm- und Randdecken weisen ein intensiveres Gelbgrün auf. Die Schwungfedern sind unterseits graubraun gefärbt; die großen Unterflügeldecken sind hell graubeige. Die restlichen Deckfedern können einen starken grünlichgelben Anflug zeigen.
Das Weibchen hat ein gelbes Gefieder, das blasser als beim Männchen ist. Abgesehen vom meist ungezeichneten intensiv hellgelben Bürzel ist das Gefieder überall schwarzbraun längsgestreift. Kräftige Streifen finden sich an Brust und Rücken. Durch gelbliche Federsäume wird ein Nackenband angedeutet; Scheitel und Rücken sind sonst hellbräunlich bis beige. Selten weist es einen ausgeprägten Grünton auf. Im Flügel zeigen die beim Männchen grünlichen Säume einen beigeren Ton mit grünlichem Anflug.
Jungvögel sind bis zur Jugendmauser im Herbst zimtbraun bis rotbräunlich mit dunklen Längsstreifen gefärbt und haben keinen gelben Bürzel. Die zimtbraunen Oberkopf-, Hals-, Rücken- und Schulterfedern weisen breite braunschwarze Schaftstreifen auf; Nacken und Wangen sind ähnlich hell und gelblich wie die Unterseite. Der zimtbraune oder gelbe Hinterrücken ist durch braunschwarze Schaftstreifen gekennzeichnet. Der Schwanz ist graubraun gefärbt und mit einem breiten zimtbraunen Saum versehen. Kinn, Kehle und Vorderbrust sind hell zimtbraun gefärbt, an der Vorderbrust gelbweiß bis gelblichbeige. Auffallend ist der markante schwarze Schaftstreif. Während der Bauch gelblichrahmfarben gehalten ist, zeigen die hell zimtbraunen Flankenfedern einen markant abgesetzten, dunkel braungrauen Schaftstreif. Die beigen Unterschwanzdecken sind durch einen spitz auslaufenden, dunkel braungrauen Schaftstreif gekennzeichnet. Die Steuerfedern sind braun gefärbt und sind durch einen schmalen grünlichgelben Außenfahnensaum und beigen Spitzen- und Innenfahnensaum gekennzeichnet. Während die dunkelbraunen Handschwingen einen schmalen grünlichgelben Außenfahnen- und zimtbraunen Spitzensaum aufweisen, sind die Armschwingen in der Hälfte mit rostbraunem Außenfahnen- und Spitzensaum mit grünlichgelbem Anflug versehen. Die dunkelbraunen Handdecken weisen einen grünlichzimtbraunen Außenfahnensaum auf. Die großen und mittleren Armdecken sind dunkelbraun gefärbt und zeigen einen markant abgesetzten rostigzimtbraunen Außenfahnen- und Spitzensaum. Die Deckfedern der Flügelunterseite sind bräunlichgrau. Der Schnabel ist horngrau oder hornbraun; die Schnabelwülste rahmgelb.
Während die Jugendmauser in Mitteleuropa eine Teilmauser darstellt, ist sie auf der Iberischen Halbinsel umfassender, jedoch keine Vollmauser. In der Schweiz geht die Jugendmauser von Mitte Juli bis über Ende Oktober hinaus.
Der Flug des Girlitzes ist auffallend wellenförmig und entspricht dem typischen Flugbild der Finken.

## Stimme und Gesang
Der Name „Girlitz“ leitet vom zwei- bis dreisilbigen Stimmfühlungsruf des Vogels ab, der aus hohen lauten Trillern besteht. Er klingt wie „tirrilillit“ oder „zirrirrilit“. Der Kontaktaufnahme oder dem Locken dienen Klänge wie „tschizick“, „tschit-tschittschit“. Um Artgenossen zu warnen, gibt der Girlitz ein einzeln oder mehrmals wiederholtes, etwas gequetschtes „nätsch“ oder nasales „wäji“ von sich. Diese Rufe werden gegebenenfalls zwischen Gesangsstrophen eingeschoben.
Der Bettelruf der flüggen Jungvögel setzt sich aus einem zweisilbigen hohen „prrrp“ oder „zii“, „ziiz“ und „ziz“ (einzeln oder gereiht) zusammen. Bei Erregung klingt er eher wie „ziiz-ziiz, ziz-ziz-zii“.
Der klirrend-sirrende Vollgesang setzt sich aus einer dichten und sehr schnellen Folge kurzer, hoher Laute zusammen, die diesem Vogel die Bezeichnungen „Glasschneider“ und „Hirngrill“ eingetragen haben. Die Tonhöhe liegt hauptsächlich zwischen fünf und neun Kilohertz. Das Gesangsrepertoire umfasst über 50 komplexe Silben, die in einem sehr schnellen Tempo und einer sehr stereotypen Reihenfolge eigene Lieder bilden. Starke Variationen finden sich im Übergang von einer Tour (zusammenhängenden Abfolge von Silben, also (Teil-)Strophe) in eine andere (Modulation). Das Gesangsrepertoire ist unter den Stieglitzartigen (Carduelinae) einzigartig. Zudem umfasst es eine variable Menge an Silben, die auch im Gesang anderer Vögel verwendet werden. Es konnte bewiesen werden, dass die Komposition des Repertoires geographisch variiert.
Der Gesang ist in Zyklen strukturiert (Periodizität), die keine feste zeitliche Struktur aufweisen und jederzeit abrupt gestoppt werden können. In einem wiederkehrenden Intervall können an einer begrenzten Anzahl von Stellen neue Elemente integriert werden. Die Strukturierung in Phrasen (Phrase: selbständiger Abschluss eines Musikstücks) ist jedoch wenig ausgeprägt. In den Strophen finden sich sowohl Triller-Touren, die sich aus kurzen Trillern oder schwirrenden „rirr“-, „sirr“-, „sis“-, „sii“-Klängen und „zirr“-, „lirr-“, „lil“- und „lit“-Lauten zusammensetzen, als auch schnelle, wiederholungsfreie Touren mit steilflankigen Elementen (dichte, sehr schnelle Silbenabfolge kurzer, hoher Laute). Letztere stellen im Sonagramm den wichtigsten Teil des Liedes dar. Beide Gesangselemente weisen Unterschiede in Bezug auf den durchschnittlichen Gebrauch von interelementaren Intervallen (Übergang von einer Tour in eine andere) auf. Zudem differenzieren sie wahrscheinlich auch in Bezug auf die Atembewegungen. Die Strophendauer schwankt in der Regel erheblich. Dabei verwendet der Girlitz oft kurze Strophen, insbesondere zu Beginn des Gesangs. Während beim Balz- und Reviergesang zwischen die Strophen manchmal eine klangvollere perlende Tour eingeschoben wird, dominieren insbesondere den Kontergesang fast direkt hintereinander gesetzte Strophen, die in der Regel durch ein „zirrirrilit“ voneinander abgetrennt werden.
Der Girlitz trägt die Strophen mit offenem Schnabel und leicht angehobenem Schwanz entweder von einer Singwarte aus oder im Singflug vor. Während des Singflugs bebt er am ganzen Körper und wendet den Kopf immer wieder von einer Seite zur anderen. Oft singt er im Flug von einer Warte zur anderen weiter, häufig macht er auch im Ausdrucksflug langsame und weit ausholende Flügelschläge und wirft sich nach rechts und links.
In der Regel beginnt der Reviergesang in Mitteleuropa im Februar, besonders aber in der zweiten Märzhälfte. Von Anfang Juli bis Anfang August verringert sich die Zahl der singenden Vögel zunehmend, auch wenn einzelne Exemplare bis Ende Juli den Vollgesang vortragen und Singflüge zeigen. Von Ende August bis in den Januar hinein lässt der Girlitz vereinzelt den rauen, kratzigen Herbst- und Wintergesang hören, der dem Jugendgesang entspricht. Sowohl im Winterquartier als auch im April im Brutgebiet steigert er sich bisweilen zum Chorgesang. Auf der Rast während des Heimzuges ertönt auch häufig Gesang.

## Verbreitung

Verbreitungsgebiet von Serinus serinus:
Brutgebiete
Ganzjähriges Vorkommen
Überwinterungsgebiete

Der Girlitz ist in Nordafrika und Kontinentaleuropa sowie in Kleinasien verbreitet. Das ursprüngliche Verbreitungsgebiet liegt im Mittelmeerraum und reicht von Nordafrika bis nach Südeuropa. Im 19. und 20. Jahrhundert begann der Girlitz sein Verbreitungsgebiet nach Mittel- und Westeuropa zu erweitern und den Nahen Osten zu besiedeln. Auch im Baltikum ist der Girlitz zu finden. Im Osten ist er in Belarus, der Ukraine und bis an die Küste des Schwarzen Meeres verbreitet. Im Süden besiedelt er die Balearen, die Kanarischen Inseln, die Inseln der Ägäis, Zypern, aber auch den Norden Marokkos, Tunesiens und Algeriens sowie Ägyptens.

### Wanderungen
Girlitze sind in Südeuropa und Nordafrika Standvögel. In Mitteleuropa und in Kleinasien sind sie Teilzieher und in Teilen Dänemarks und Südschwedens Zugvögel. Die von November bis Februar genutzten Winterquartiere liegen in West- und Südeuropa, in Nordafrika sowie im Nahen Osten.

### Arealausweitung
Der Girlitz weitete sein Verbreitungsgebiet vor allem im 20. Jahrhundert wesentlich nach Norden und Nordosten aus. Die Ausbreitung, insbesondere in Großbritannien, wird jedoch widersprüchlich beschrieben. Während die Schweden davon ausgehen, dass der Girlitz in den 1940er bis 1950er Jahren von südlichen Gebieten der Ostsee- und der Kanalküste Teile Dänemarks und Südschweden erreichte, legen die Briten
den Beginn der Expansion Großbritanniens und Südskandinaviens in die 1970er Jahre.
Nach Brown wurde bereits 1852 der erste Girlitz in Großbritannien gesichtet, jedoch erst im Jahre 1967 in Dorset das erste Brutpaar beobachtet. Seitdem erscheinen einer Quelle zufolge jährlich etwa 60 Vögel, meist im Frühjahr, und weniger Exemplare im Herbst. Einer anderen Quelle zufolge wurden bisher nur zwei nachgewiesene Brutpaare festgestellt, obwohl mehrere auf den Britischen Inseln vermutet werden. Dem widerspricht eine weitere Quelle, nach der auf Jersey 20 Paare gezählt und in Devon einige Paare gesichtet wurden. Die erwartete Kolonisation fand bisher jedoch nicht statt. In den letzten Jahren wurden lediglich einige singende Männchen, aber kein weiterer Beweis für das Brüten gefunden. Schließlich ermittelt eine Quelle für den Zeitraum von 1958 bis 2003 genau 368 Vögel in Großbritannien.

## Lebensraum
Der Lebensraum in Mitteleuropa reicht von der Meeresküste bis in 2000 m Höhe. Die bevorzugten Habitate des Girlitzes sind offene Landschaften in flachen Regionen oder Hanglagen. Dort bieten Bäume und Büsche, die von Krautflächen umgeben sind, Versteckmöglichkeiten, hohe Singwarten und eine ausreichende Nahrungsgrundlage. Er besiedelt aber auch Moore, Berglandschaften, Büsche und Dickichte an Flüssen und Bächen, die Randlagen verschiedener Waldgesellschaften und das Innere lichter Wälder.
Der Girlitz besiedelt in Mitteleuropa als Kulturfolger kleinräumig und abwechslungsreich bewirtschaftete Siedlungsräume. Er weist die größten Siedlungsdichten in Großstadtvororten und mehr ländlichen Siedlungen mit Gärten, Alleen, Parks, Friedhöfen, Baumschulen, Olivenhainen, traditionellen Weinbaugebieten und Obstgärten auf, solange diese nicht überwiegend aus Niedrigstammkulturen bestehen. Auch Eisenbahnanlagen und Industriegelände mit Lagerflächen können als Bruthabitate dienen. Seltener ist die Art in Dörfern mit rein ländlichem Charakter oder in der Nähe von Einzelhöfen zu finden. Randferne Waldzonen werden in der Regel ebenso gemieden wie Großstadtzentren und geschlossene Waldgebiete. Überwinterer besiedeln überwiegend Ruderalfluren mit Beifuß und anderen samentragenden Stauden und Kräutern. Sie sind aber auch auf Schutt-, Bau- und Trümmerplätzen sowie an Kläranlagen und Bahndämmen zu finden, wenn Bäume in der Nähe sind.
In Spanien ist der Girlitz bis in 2500 m Höhe und den Pyrenäen bis in 2080 m Höhe verbreitet. Er bevorzugt dort Wälder und baumreiche Landschaften. Er besiedelt dort vor allem Auen- und Steineichenwälder, aber auch Eschenbestände und Orangenhaine. Bis zur oberen Baumgrenze dienen ihm Wälder als Habitate. Auf dem Balkan ist der Girlitz nur im (Pirin-)Gebirge bis 2500 m Höhe zu finden. Im Süden der Halbinsel und in Kleinasien besiedelt er ausschließlich Gebirgsnadelwälder. In Griechenland sind dies hauptsächlich Tannenwälder, in Anatolien auch Wälder der Kalabrischen Kiefer und der Libanon-Zeder. Außerhalb der Brutzeit zieht der Girlitz vor allem Krautflächen und Ruderalfluren vor.
Im Hohen Atlas stellen auch die höher gelegenen Weidegebiete und Ginster- und Wacholder-Heiden geeignete Lebensräume dar.

## Ernährung

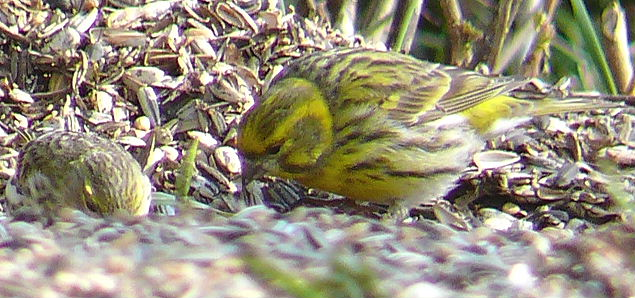
Brutpaar beim gemeinsamen Fressen von Vogelfutter

Der Girlitz sucht seine Nahrung normalerweise ganzjährig auf dem Boden und manchmal auf Stauden oder in Birken. Er ernährt sich hauptsächlich von Knospen und Samen, vor allem im Sommer auch von kleinen Insekten. Der Girlitz frisst bevorzugt Wiesen-Löwenzahn, Vogelmiere, Vogel-Knöterich und Hirtentäschelkraut. Seine Nahrung besteht ferner aus folgenden Wildkräutern: Beifuß, Echtes Mädesüß, Wiesen-Sauerampfer, Acker-Gänsedistel, Weißer Gänsefuß und Gewöhnliches Knäuelgras. Er frisst auch Birken-, Erlen-, Ulmen- sowie Sonnenblumensamen. Außerdem ernährt er sich von Blüten, Blättern und Blattläusen.

## Fortpflanzung
Der Girlitz führt eine monogame Brutehe. Die Brutzeit dauert in Mitteleuropa von Mitte März bis Mitte Mai. Es gibt Hinweise darauf, dass Überwinterer ihre Reviere früher beziehen als Heimzieher.

### Balz und Paarung
Das Männchen leitet die Balz ein. Dazu sitzt es meist in einer zwei bis vier Meter hohen Astgabel in einem Busch oder Baum. Dabei verstärkt es den Gesang und lässt die Flügel hängen, während es sich um die eigene Achse dreht. Sobald es mit seinem Gesang ein Weibchen angelockt hat, sträubt es die Kehlfedern, lässt die Flügel hängen und breitet die Schwanzfedern aus, wobei es fortwährend seinen Körper nach links und rechts dreht. Dann erhebt es sich unerwartet und fliegt singend in die Höhe. Dabei flattert es mit langsam schlagenden Flügeln in größeren Kreisen um seinen Standbaum oder von einer Singwarte zur nächsten. Ist es dort gelandet, wird das Balzritual fortgesetzt, das das Weibchen zum Nestbau anregen soll. Während des Werbens lässt das Weibchen häufig seinen trillernden Lockruf hören und schlägt mit den Flügeln. Es ist ständig in Bewegung und fordert meistens zur Paarung auf.

### Nestbau und Brut

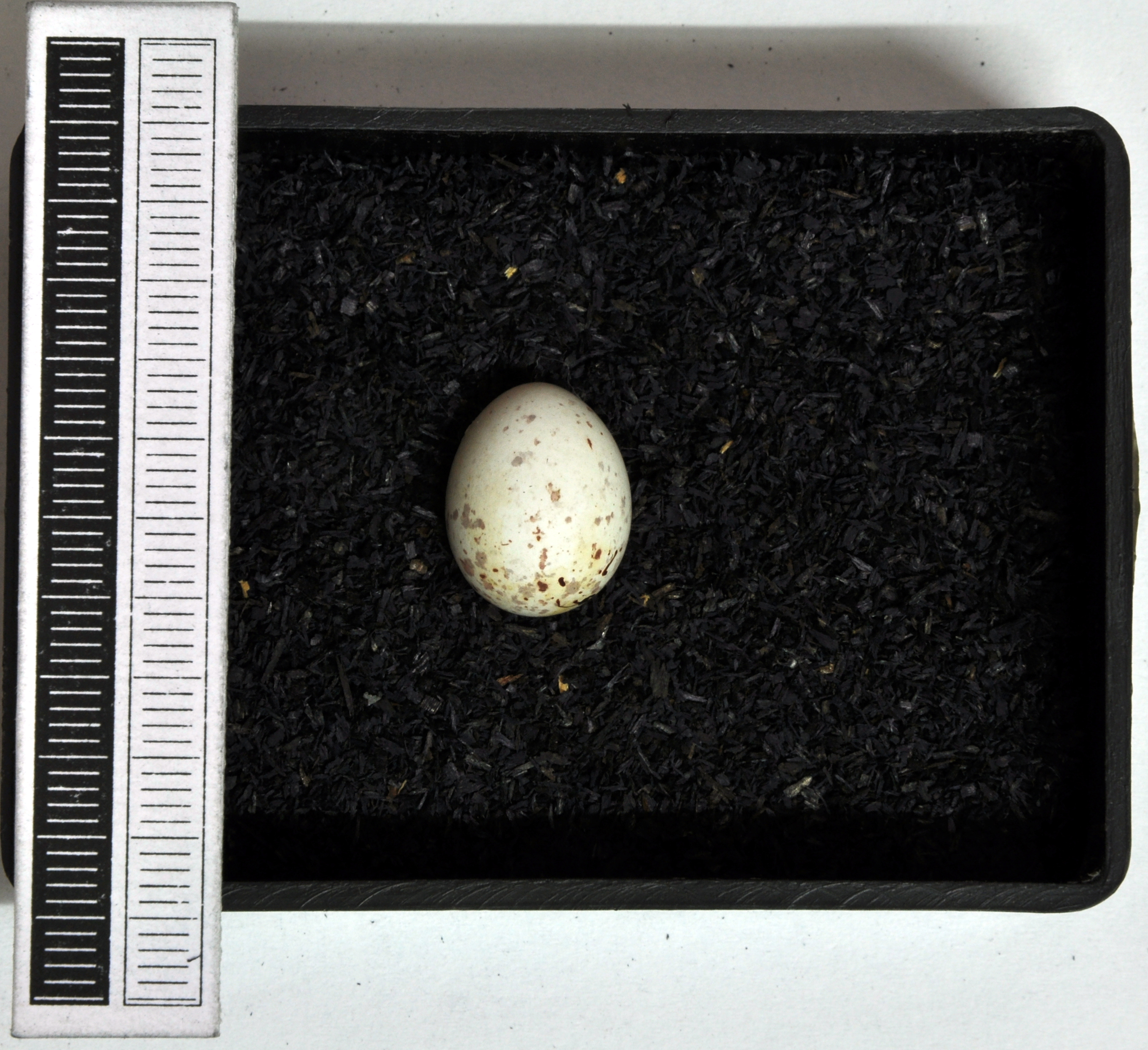
Gelege, Sammlung Museum Wiesbaden

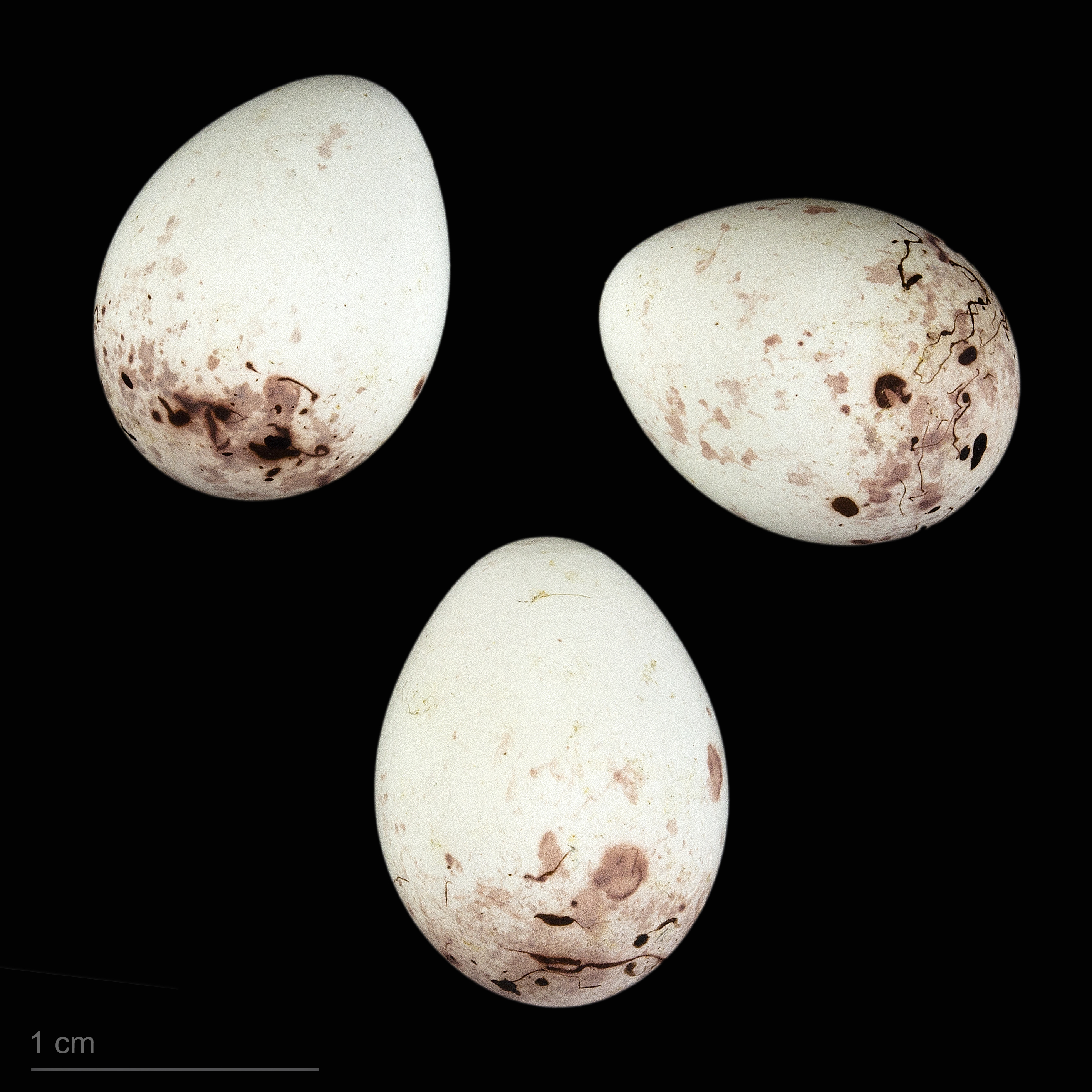
Serinus serinus, Sammlung Museum von Toulouse

Nachdem das Weibchen in Begleitung des Männchens mögliche Nistplätze geprüft hat, beginnt es den Nestbau. Dabei bevorzugt der Girlitz gut versteckte Orte in Verbindung mit einem guten Ausblick. In Mittelgebirgen ist auch der Schutz gegen die Hauptwindrichtung von Bedeutung. Oft wählt der Girlitz einen Nistplatz in Nadelbäumen oder dichten Bäumen und Büschen aus. Aber auch Halt und Deckung versprechende Äste und Astgabeln von Laubbäumen werden genutzt. In Mittel- und Westeuropa nisten die meisten Girlitze in Lebensbäumen (Thuja spp.), weniger Exemplare in Buchsbäumen (Buxus), im Wacholder (Juniperus) oder in Ahornen (Acer spp.). Das kleine napfförmige Nest wird vom Weibchen aus feinen Reisern, kleinen Wurzeln, dürren Halmen, Blattrippen, Blütenrispen von Gräsern, Blütenköpfchen von Kräutern, grünem Moos, Pflanzenfasern, Samenhaaren, Tier- und/oder Pflanzenwolle gebaut. Es werden weiterhin Spinnweben, Wollfäden, Schnüre, Papierschnipsel und Stoffreste genutzt. Die Nestmulde wird mit feinen Wurzeln und/oder Halmen und Grannenhaaren, Fasern, Wollhaaren, Federn, Watte, Wollfäden gepolstert. Je nach Angebot können die Materialien variieren. Der Nestbau beginnt in der Regel Mitte April und dauert etwa drei bis sechs Tage. Während der Brutzeit bewacht das Männchen das Weibchen und den Brutbaum oder -busch gegen Artgenossen.
Sobald das Weibchen das Nest fertig gestellt hat, legt es das erste Ei und etwa jeden Tag ein neues. Girlitze brüten erst, wenn das Gelege mit drei bis fünf Eiern vollständig ist. Die Eier haben eine grünliche oder bläuliche Grundfarbe und sind braunrot und hellviolett gefleckt. Ihre Größe liegt zwischen 14,4 × 11,0 mm² und 17,6 × 12,5 mm². Die Weibchen sind in Europa von April bis August, in Afrika von Februar bis Mai in Brutstimmung. Dementsprechend brüten sie ein bis zweimal im Jahr. Charakteristisch ist ein enger Paarzusammenhalt. Das Weibchen brütet allein und wird nicht vom Männchen abgelöst. Es verlässt das Nest kurz am Morgen und am Abend, um Kot abzusetzen und zu trinken. Die restliche Zeit versorgt das Männchen das Weibchen mit Nahrung aus dem Kropf. Die Weibchen sitzen normalerweise sehr fest und ausdauernd auf den Eiern. Die Brutzeit dauert etwa zwölf bis vierzehn Tage.
Der Bruterfolg in Mitteleuropa liegt ohne Berücksichtigung der Totalverluste bei etwa 70,5 Prozent. Dabei liegt der Anteil der geschlüpften Jungvögel bei 90,3 Prozent. Im Vergleich dazu sind in Polen nur 42,2 Prozent der Bruten erfolgreich. Die hohe Erfolgsrate der Bruten kann durch die geringe Größe des Nestes, das allein schon guten Sichtschutz gewährt, erklärt werden. Häufige Verlustursachen stellen die Predation durch Rabenvögel und Katzen, Ameisenbefall sowie starke Winde dar. Dauerregen kann zum Tod nicht mehr gehuderter, älterer Nestlinge führen. Der Anteil der Predation nimmt im Laufe der Brutperiode zu, dennoch ist der geringe Bruterfolg gegen Ende der Saison vor allem auf hitze- und trockenheitsbedingte Verluste zurückzuführen. Die häufigsten Nesträuber stellen die Hausratte (Rattus rattus), Rabenvögel und die Eidechsennatter (Malpolen monspessulanus) dar. Im Vergleich zu Mitteleuropa zeigt sich in den südeuropäischen Orangenhainen im Laufe der Brutsaison eine stärkere Abnahme der Gelegegröße. Im Sommer verschlechtern sich die Umweltbedingungen derart, dass sich nur bisher erfolglos brütende Paare an weiteren Brutversuchen beteiligen.

### Entwicklung der Jungen
Das Schlüpfen der Brut kann sich über einen Zeitraum von bis zu drei Tagen erstrecken. Am Schlupftag leben die Jungen vom Dottersack. Zur Inspektion des Nestes unterbricht das Weibchen das Hudern regelmäßig. Beide Partner füttern die Nestlinge ein- bis zweimal pro Tag mit aus dem Kropf hervorgewürgter Nahrung. In dieser Phase benötigen die Jungvögel zusätzlich tierisches Eiweiß, so dass sie auch mit kleinen Insekten, Käfern, Raupen und Blattläusen versorgt werden. Zudem bekommen sie viele Blätter und Knospen zu fressen. Die Augen der Nestlinge öffnen sich am vierten Tag schlitzförmig, die Ohren ab dem fünften Tag. Größere Nestlinge betteln laut und ausdauernd. Nach etwa einer Woche suchen die Jungen den Nestrand, stemmen sich daran hoch und koten über den Rand. Nach dem 14. Lebenstag regt sich der Fluchttrieb, so dass die Jungen bei Störungen aus dem Nest springen können. Sie haben abgesehen von einem Stummelschwanz und Flaumendaunen am Kopf ein vollständiges Federkleid. Über den 16. bis 17. Tag fliegen die Jungen aus und verteilen sich in der Umgebung des Nestbaumes. Sie werden aber bis zum 23. Tag noch von ihren Eltern gefüttert. Oft versorgt das Männchen die Jungen allein und bringt ihnen bei, auf Nahrungssuche zu gehen und selbstständig zu fressen. Währenddessen beginnt das Weibchen mit der zweiten Brut.
Nach zwei bis drei Monaten haben die flüggen, das heißt selbstständigen Jungvögel die Jugendmauser, in der nur das Kleingefieder ohne Flügel- und Schwanzfedern ausgetauscht wird, abgeschlossen und sind zum Ausgang des ersten Lebensjahres geschlechtsreif. Gefahr droht ihnen von Katzen, Greifvögeln und Mardern. Freilebende Vögel werden maximal acht bis neun Jahre alt.
Nachdem alle Altvögel die Mauser im Spätsommer nach sechs bis acht Wochen abgeschlossen haben, schließen sich mitteleuropäische Girlitze in größeren Schwärmen zusammen und ziehen im Oktober nach Südeuropa. Im März kehren sie zurück.

## Verhalten
Girlitze sind tagaktiv. Sie verlassen ihren Schlafast mit Tagesbeginn, mit Sonnenuntergang suchen sie ihn wieder auf. In den frühen Morgenstunden ist die Nahrungssuche am intensivsten. Der Girlitz kann sogar im Hochsommer am frühen Nachmittag intensiv singen. Die Aktivitätsphase wird häufig durch Ruhe- und Putzphasen unterbrochen. Häufig geht der Girlitz zum Trinken und Baden an Wasserstellen. Bei den südeuropäischen Vögeln beginnt im Winter die Aktivitätsphase deutlich später und endet früher.

### Sozialverhalten
Girlitze kommunizieren über Rufe und auch Gesang. Sie sind sehr friedliche und verträgliche Vögel. Sehen sie Fressfeinde, fliegen sie in den Schutz von Büschen und Bäumen und stoßen einen Warnruf aus. Verpaarte Vögel suchen die Nahrung gemeinsam, das Männchen manchmal allein. Bei Streitigkeiten, vor allem um begehrtes Futter, Sitzplätze oder Nistmaterial, beschränken sich die Rivalen auf gegenseitiges Drohen, wonach der Unterlegene aufgibt. Reicht das Abspreizen der Flügel nicht aus, hacken sie aggressiv mit den Schnäbeln und jagen sich manchmal. Ergibt sich einer der Rivalen, streckt er seinen Körper und legt sein Gefieder eng an. Auch wenn ein Girlitz stark erschreckt wird, zeigt er dieses Demutsverhalten. Vor allem zur Paarungszeit kommt es zu Schnabelgefechten und Verfolgungsjagden.
Wenn sich Girlitze große Zuneigung bekunden wollen, schnäbeln sie miteinander. Putzen sie sich auch noch gegenseitig, bekunden sie damit ihre Sympathie füreinander. Sie bieten ihrem Partner zur Pflege häufig Körperpartien an, die sie beim Putzen mit dem Schnabel nicht erreichen. Als Aufforderung zum Putzen streckt einer dem anderen also Nacken, Kopf oder Kehle entgegen. Der Partner zieht nun an der dargebotenen Stelle eine Feder nach der anderen durch den Schnabel. Berührt er aber einmal andere Körperstellen, wird der Geputzte sogleich unruhig, pickt nach ihm oder fliegt fort.
Der Girlitz hat eine ausgeprägte Körpersprache entwickelt, die teilweise mit der Körperpflege verwechselt werden kann. So kann das Abspreizen der Flügel zum einen der Drohung seinen Artgenossen gegenüber dienen, um Nahrung, das Revier oder ein Weibchen für sich zu beanspruchen, aber zum anderen auch nur ein Strecken sein, um sich abzukühlen. Ein aufgesperrter Schnabel dient entweder genauso der Drohung oder ist ein Mittel zur Abkühlung (Hecheln). Auch das Wetzen des Schnabels an einem Ast kann einerseits der Beschwichtigung aggressiver Artgenossen dienen, andererseits aber auch lediglich der Reinigung desselben dienen. Hält er seinen Kopf schief, fordert er seinen Partner zum Kraulen auf oder beobachtet seine Umgebung mit einem Auge.

### Territorialverhalten
Zur Brutzeit verhält sich der Girlitz territorial. In seinem Territorium singt das Männchen gerne auf erhöhten Singwarten mit uneingeschränkter Sicht über das Revier, so dass er bei Gesang und Balzflug von Weibchen und Rivalen gesehen wird. Je nach Habitat enden Auseinandersetzungen zwischen benachbarten Männchen im Laufe von Stunden oder Tagen. Während anfangs Singflüge noch in Verfolgungsjagden enden können, beschränken sich Reviernachbarn später auf den Kontergesang. Im Herbst entstehen Schlafgemeinschaften von bis zu 150 Exemplaren, die im Winter auch mit Schwärmen von Bluthänfling, Stieglitz und Grünling vermischt sein können.
Die Siedlungsdichte des Girlitzes variiert selbst bei flächendeckender Verbreitung sehr stark und hängt wegen des dicht gedrängten Vorkommens in günstigen Habitaten von der Wahl und Größe der Kartierungsflächen ab. In bevorzugten Habitaten liegen die Mittelpunkte benachbarter Reviere durchschnittlich etwa 80 m auseinander; benachbarte Nester sind durchschnittlich etwa 25 bis 75 m voneinander entfernt. Singflüge können über Strecken bis zu 500 m führen. Die durchschnittliche Siedlungsdichte liegt je nach Habitat zwischen 2 und 14 Brutpaaren auf 10 Hektar. Die Reviergrößen sind demzufolge ungefähr zwischen 0,7 Hektar und 5 Hektar anzunehmen. Während auf mitteleuropäischen Friedhöfen durchschnittlich 2 Brutpaare auf 10 Hektar registriert werden, leben auf polnischen Friedhöfen und in Stadtparks im Durchschnitt 5 bis 8 Brutpaare auf 10 Hektar. Während in Stadtgebieten, die gewöhnlich eine sehr ungleiche Verteilung mit lokalen Konzentrationen von bis zu 5 Brutpaaren pro Hektar aufweisen, die Siedlungsdichte großflächig kaum 2 Brutpaare auf 10 Hektar übersteigt, liegt sie in ländlichen Gegenden bei bis zu 2,5 Brutpaaren auf 10 Hektar. Im Zerr-Eichen-Mischwald leben durchschnittlich 13,7 Brutpaare auf 10 Hektar.

## Systematik

### Externe Systematik
Durch DNA-Untersuchungen des mitochondrialen Cytochrom b wurde festgestellt, dass die Gattung Serinus nah mit der Gattung Carduelis verwandt ist.
Weitere phylogenetische Untersuchungen mitochondrialen Cytochrom b an 20 Arten der Gattung Serinus bezogen die molekulare Uhr mit in ihre Analyse ein. Die DNA-Dendrogramme weisen darauf hin, dass die Gattung Serinus vor neun Millionen Jahren im Miozän erstmals aufgetreten ist. Die Herausbildung der Unterarten begann demnach vor zwei Millionen Jahren im Pleistozän. Im Durchschnitt beträgt die Divergenz in der DNA des Zellkerns zwischen den verschiedenen Serinus-Arten etwa vier Prozent. Dieser Wert legt eine im Vergleich zu anderen Singvögel-Gattungen bemerkenswert zügige Ausbreitung der Arten nahe. Im Rückschluss auf phylogenetische Dendrogramme der meisten Carduelis- und Serinus-Arten zeigt sich, dass die Ausbreitungsradien beider Gattungen im Entwicklungszeitraum verschränkt sind und auch nicht monophyletisch sind. Die ersten Serinus-Arten traten etwa eine halbe Million Jahre nach den Carduelis-Arten auf.
Diese Untersuchungen im Zusammenhang mit geographischen und phänotypischen Datensätzen der Gattung Serinus weisen auf fünf Gruppen hin:
1. mediterrane Girlitze, ohne die isoliert lebenden Arten Zitronengirlitz (Serinus citrinella) und korsischer Zitronengirlitz (Serinus corsicanus), die der Gattung Carduelis zugeordnet werden;
2. asiatisch-afrikanische mittelgroße Girlitze, enthält die Arten Alariogirlitz (Serinus alario), Gelbscheitelgirlitz (Serinus canicollis) und Rotstirngirlitz (Serinus pusillus);
3. kleine afrikanische Girlitze;
4. große afrikanische Girlitze;
5. ausgestorbene Girlitze.

Die nächste Verwandtschaft des Girlitzes (Serinus serinus) sieht demnach folgendermaßen aus:
|  | Serinus serinus                                                                     |
|  |                                                                                     |
|  | \| \| Serinus canaria \| \| \| \| \| \| Serinus canaria forma domestica \| \| \| \| |
|  |                                                                                     |
|  | Serinus canaria                                                                     |
|  |                                                                                     |
|  | Serinus canaria forma domestica                                                     |
|  |                                                                                     |

|  | Serinus canaria                 |
|  |                                 |
|  | Serinus canaria forma domestica |
|  |                                 |

|  | Serinus canicollis |
|  |                    |
|  | Serinus alario     |
|  |                    |

|  | Serinus pusillus |
|  |                  |
|  | Serinus syriacus |
|  |                  |

|  | Serinus canicollis |
|  |                    |
|  | Serinus alario     |
|  |                    |

|  | Serinus pusillus |
|  |                  |
|  | Serinus syriacus |
|  |                  |

|  | Serinus serinus                                                                     |
|  |                                                                                     |
|  | \| \| Serinus canaria \| \| \| \| \| \| Serinus canaria forma domestica \| \| \| \| |
|  |                                                                                     |
|  | Serinus canaria                                                                     |
|  |                                                                                     |
|  | Serinus canaria forma domestica                                                     |
|  |                                                                                     |

|  | Serinus canaria                 |
|  |                                 |
|  | Serinus canaria forma domestica |
|  |                                 |

|  | Serinus canicollis |
|  |                    |
|  | Serinus alario     |
|  |                    |

|  | Serinus pusillus |
|  |                  |
|  | Serinus syriacus |
|  |                  |

|  | Serinus canicollis |
|  |                    |
|  | Serinus alario     |
|  |                    |

|  | Serinus pusillus |
|  |                  |
|  | Serinus syriacus |
|  |                  |

Die Abtrennung des Girlitzes vom Kanarengirlitz (Serinus canaria) erfolgte vor 3,5 bis 4,3 Millionen Jahren. Die Hybride zwischen beiden Vögeln erweisen sich als unbegrenzt fruchtbar miteinander. Weitere nahe Verwandte sind der Gelbscheitelgirlitz (Serinus canicollis), Rotstirngirlitz (Serinus pusillus) und der Alariogirlitz (Serinus alario).
Aktuelle Untersuchungen
des mitochondrialen Cytochrome b der Gattung Serinus sensu lato (inkluse der putativen Gattungen Alario, Pseudochloroptila, Serinops, Ochrospiza, Dendrospiza und Crithagra) stellen zwei Gruppen fest:
1. Palearktische und afrotropische Taxa, enthält Serinus serinus, Serinus canaria, Alario alario (früher: Serinus alario) und den Serinus canicollis-Komplex (S. c. canicollis, S. c. thompsonae, S. c. flavivertex)
2. Endemische afrotropische Taxa Pseudochloroptila, Serinops, Ochrospiza, Poliospiza, Dendrospiza und Crithagra spp.

Beide Gruppen werden durch Carduelis-Taxa voneinander getrennt, so dass Serinus sensu lato als paraphylitisch angesehen wird und heute mehrheitlich als zwei Gattungen (Serinus und Crithagra) angegeben wird.

### Interne Systematik
Für den Girlitz werden nach ITIS keine Unterarten beschrieben. Andere Quellen gehen jedoch von zwei Unterarten aus:
- Serinus serinus serinus ist die Nominatform.
- Serinus serinus flaviserinus wird gewöhnlich als invalid betrachtet.[24]

## Bestand und Bestandsentwicklung
Das weltweite Verbreitungsgebiet des Girlitzes wird auf 4.510.000 km² geschätzt. Der große weltweite Bestand umfasst etwa 30.000.000 bis 80.000.000 Individuen. Daher wird die Art als nicht gefährdet (LC) eingestuft.
Die europäische Brutpopulation macht mehr als 75 Prozent der weltweiten Verbreitung aus. Sie ist mit mehr als 8.300.000 Paaren sehr groß und nahm zwischen 1970 und 1990 zu. Obwohl es zwischen 1990 und 2000 Rückgänge in Frankreich und Malta gab, waren die Trends in anderen Ländern Europas stabil oder zunehmend, einschließlich der Schlüsselpopulation in Spanien. Da die Population im Ganzen stabil ist, wird der Girlitz konsequenterweise als sicher (Secure) geführt.
In Deutschland nimmt die Population im Westen zu und verhält sich im Osten konstant. Der ostdeutsche Bestand umfasst etwa ein Drittel bis ein Viertel aller deutschen Individuen, so dass der nach der geschätzten Gesamtpopulation gewichtete Trend für das ganze Land positiv ist. Nach der Neubesiedlung Deutschlands in den 1930er bis 1970er Jahren kam es seit Ende der 1970er Jahre besonders im Nordwesten teilweise wieder zu deutlichen Bestandsrückgängen.
In Österreich nahm der Bestand seit 1998 um 80 Prozent ab. Die Vogelschutzorganisation BirdLife Österreich nennt die Bodenversiegelung an den Stadträndern, den übertriebenen Ordnungssinn in manchen Gärten und Grünanlagen – mit dem Drang zur sterilen Gestaltung – sowie den Verlust an Brachflächen als Gründe für den Rückgang.

## Girlitz und Mensch

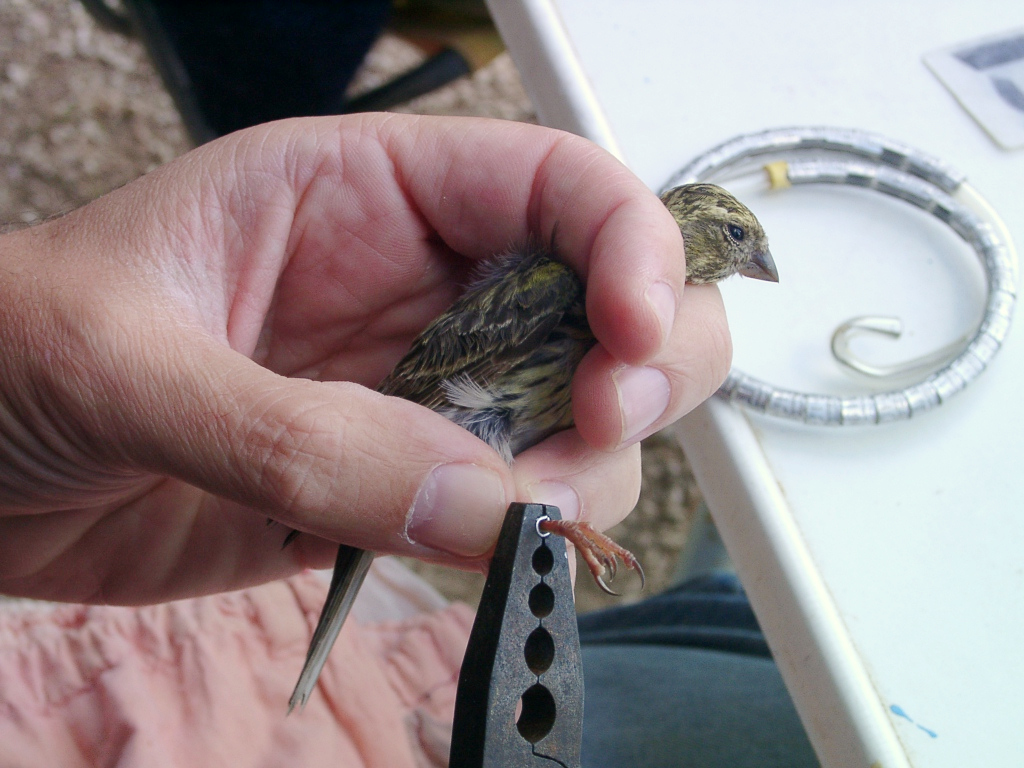
Beringung eines Girlitzes

Im Jahre 1766 gab Carl von Linné dem Vogel den lateinischen Namen Fringilla serinus. Von der Antike bis ins 15. Jahrhundert hinein war der Girlitz wegen seines Gesanges ein besonders beliebter Käfigvogel. Als in dieser Zeit der Import des Kanarengirlitzes einsetzte, sank jedoch die Nachfrage. Dennoch konnten die Kreuzungen beider Arten zu erschwinglichen Preisen an einen gehobeneren Kundenkreis verkauft werden. Auch heute wird der Girlitz noch als Ziervogel gehalten; doch diese Mischlinge stellen keine Zuchtziele mehr dar.
Bevor Interesse beim Züchter geäußert wird, sollte die notwendige Weiterbildung durch geeignete Literatur vor der Anschaffung dieser Vögel erfolgen. Die Haltung entspricht weitgehend der des Kanarienvogels. Unterschiede zeigen sich in einer veränderten Nahrungszusammensetzung und einer erhöhten Anfälligkeit für Darmkrankheiten, die durch Kokzidien hervorgerufen werden. Die Vergesellschaftung mit Bluthänfling, Stieglitz, Grünling, Birken- und Erlenzeisig sowie Gimpel ist möglich, auch wenn die gleichzeitige Zusammenbringung von Gimpel und Stieglitz unbedingt vermieden werden sollte.
Während in Deutschland Wildfänge nach dem § 20d BNatSchG illegal sind, darf der Girlitz auf Malta nach dem EG-Übereinkommen über die Erhaltung der europäischen wild lebenden Pflanzen und Tiere und ihrer natürlichen Lebensräume vom 19. September 1979, dem Malta 1994 beigetreten ist, vom 1. September bis zum 31. Januar legal gefangen werden. Tatsächlich wird diese Erlaubnis jedoch lediglich auf die Zeit vom 1. Oktober bis 10. April nach maltesischem Recht angewendet. Dabei werden unter anderem Girlitze durch Vogeljagd und Fallenstellen („trapping“) lebend gefangen, um später in kleinen Käfigen privat gehalten oder auf Vogelmärkten in Valletta verkauft zu werden.